# Podocarpus sellowii
Podocarpus sellowii, conhecido popularmente como pinheiro-bravo, apesar de não ser um verdadeiro pinheiro (género Pinus) e tampouco pertencer a família dos pinheiros (Pinaceae), é uma pequena árvore, nativa das áreas de altitude da Mata Atlântica, ocorrendo desde o Nordeste (Ceará) até o Rio Grande do Sul. Há referências na bibliografia de ocorrência dessa espécie para áreas de altitude no cerrado (Mato Grosso, Mato Grosso do Sul e Rondônia) e no estado do Amazonas. As folhas são coriáceas, 8–15 cm de comprimento e 12–18 mm de largura. As sementes tem 4–8 mm de diâmetro e, como ocorre na maior parte das espécies de Podocarpus, possuem um pendúnculo carnoso, de cor avermelhada nesta espécie.